# Mina de Neves Corvo

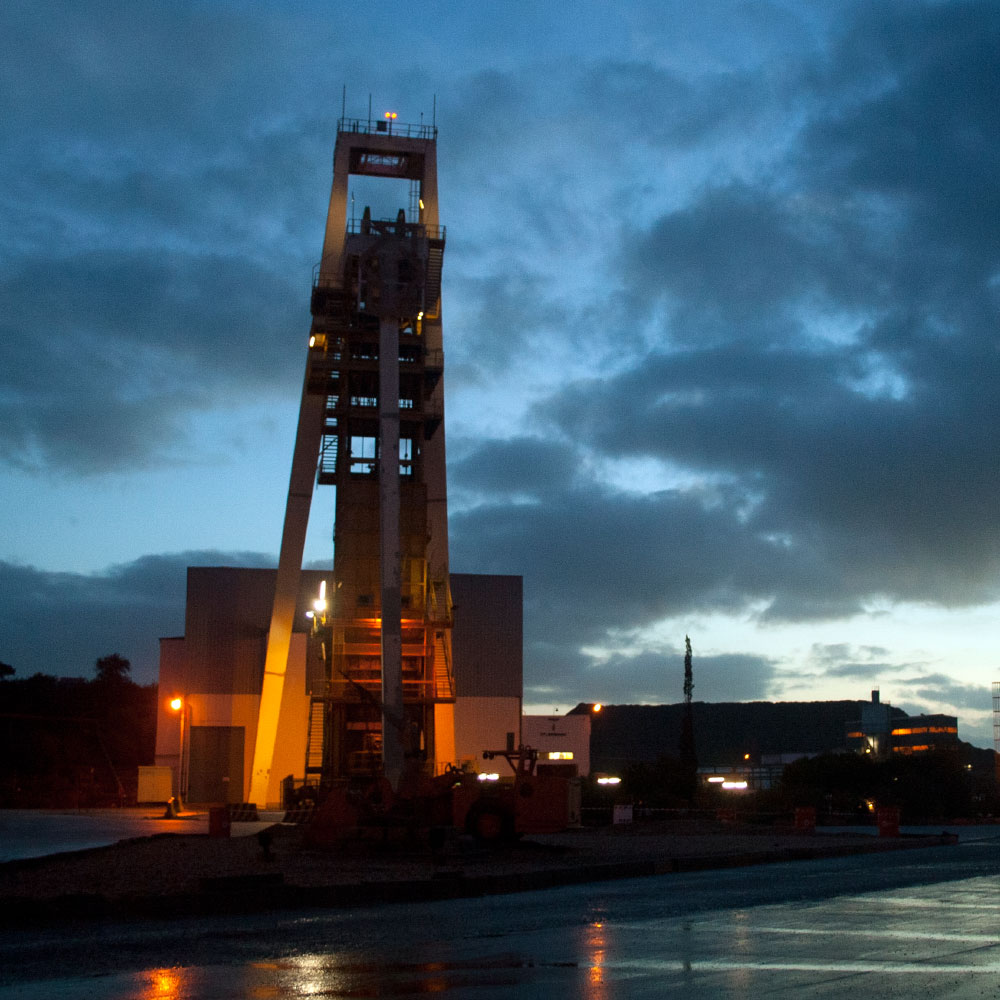
Pozo de Santa Bárbara

La Mina de Neves-Corvo es una explotación de cobre y zinc situada en el ayuntamiento de Castro Verde, en el distrito de Beja (Bajo Alentejo, Portugal).
Actualmente extrae mineral de cobre y produce cerca de 75.000 toneladas de este metal por año, encontrándose en fase de preparación para la exploración y producción de zinc.

## Historia

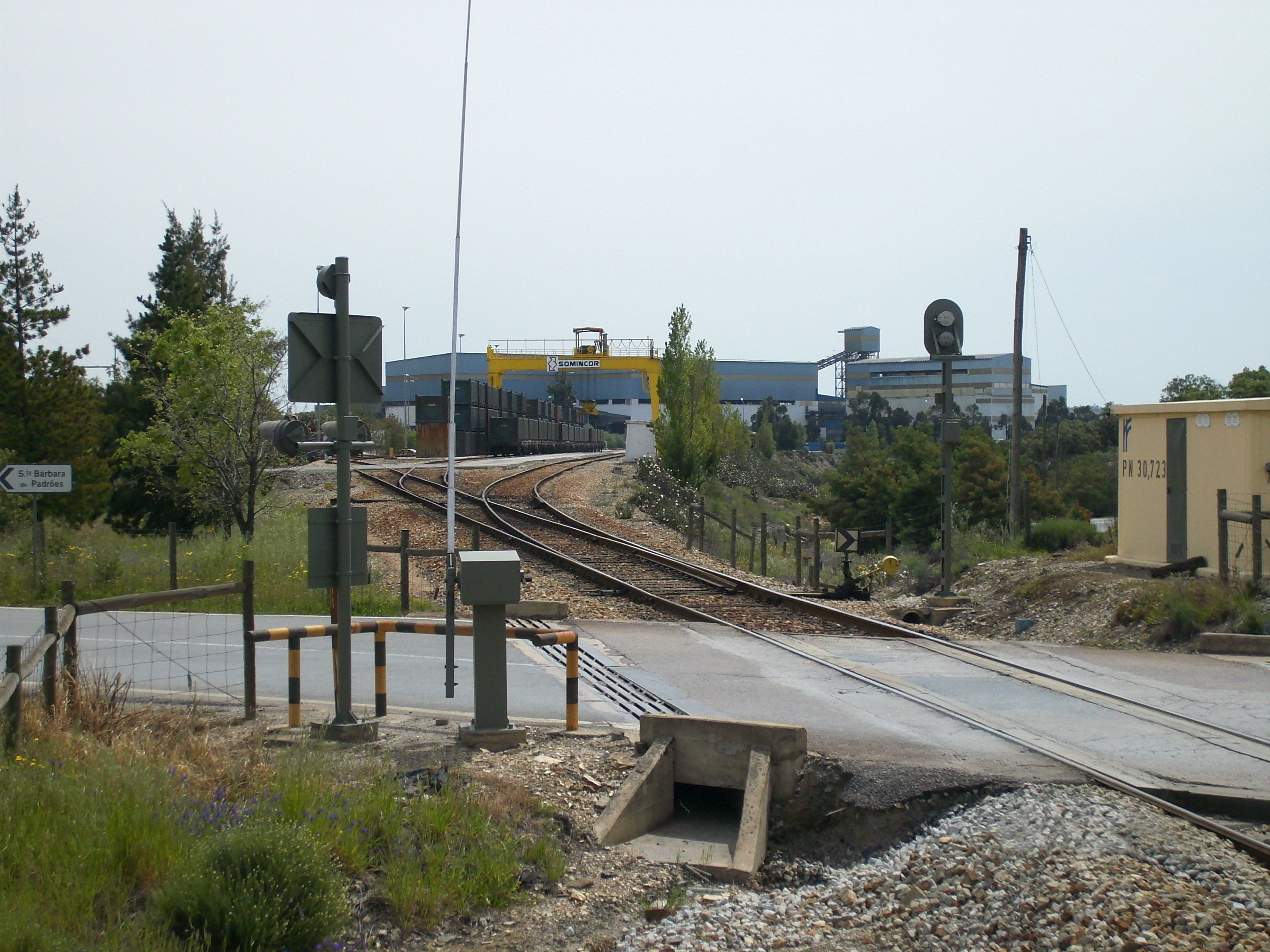
Ramal de la Mina de Neves Corvo

El descubrimiento de la mina data de 1977, habiéndose iniciado su explotación en 1988.
Propiedad de la empresa SOMINCOR, Sociedad Minera de Neves Cuervo, S.A. La mina fue vendida en 2004 a EuroZinc, una empresa canadiense y al grupo sueco Lundin Mining, principal accionista.

## Transportes
El Ramal Neves Corvo une la mina a la red ferroviaria portuguesa en ancho ibérico.